# Když se z teplých krajů vrátí rozpálení invalidé
Když se z teplých krajů vrátí rozpálení invalidé (Fierce Invalids Home from Hot Climates, 2000, česky Argo 2004) je sedmý román, který napsal americký postmoderní spisovatel Tom Robbins. Jeho název je Robbinsovým překladem jednoho verše z básně Arthura Rimbauda Sezóna v pekle.
Hlavním hrdinou románu je nonkonformní agent CIA Switters, který s oblibou čte Plačky nad Finneganem od Jamese Jouyce a vůbec nezapadá do vžité představy o tajném agentovi. Seznamujeme se s ním ve chvíli, kdy se vydává do Jižní Ameriky na důležitou misi, v jejímž rámci hodlá splnit přání své babičky – vypustit jejího postaršího papouška Námořníka (který s oblibou říká „Opčan-né fšech szemí, uvolnjete se.“) zpět do amazonské džungle. Tam se seznámí s britským antropologem R. Potney Smithem, který Switterse přesvědčí, aby spolu s ním navštívil místního šamana zvaného Konec Času (nebo možná také Konec Budoucnosti či ještě explicitněji Zítřek Je Dnešek, s důrazem na sloveso), muže s hlavou ve tvaru pyramidy. Smith při přesvědčování Switterse zmíní mnoho podrobností setkání s Koncem času, kterému byl před několika měsíci přítomen, ale z nějakého důvodu nezmíní, že na něj šaman po indiánském obřadu uvalil tabu, které mu pod hrozbou smrti zakazuje dotknout se penisu jiného muže. Switters na setkání s šamanem nakonec přistoupí a prožije noc v jejímž průběhu se může seznámit se šamanovou teorií, že úspěch civilizace pramení z dobrého soužití s přírodou (výsada indiánů) a smíchu (výsada bělochů), a jeho cílem naučit svůj kmen smát se. Později večer Switters sní misku drůbežího masa, o kterém se později dozvídá, že patřilo papouškovi Námořníkovi. Na samý konec obřadu dostane od šamana halucinogenní drogu, která mu má otevřít nové obzory, ale jejíž požití je vázána na tabu, které nad ním Konec Času vysloví a které tajnému agentovi zakazuje dotknout se nohama země. Switterse spícího na místě rituálu probudí Smith, a když mu Switters vypráví o tabu, jenž na něj bylo uvaleno, pochybují o vážnosti situace a rozhodnou se tabu prověřit. Zatímco Switters stále leží v hamaku, dotkne se Smith jeho penisu a padne k zemi mrtvý. Switter se vrací zpátky do USA, na invalidním vozíku, opouští CIA a nějakou dobu tráví v Seattlu.
Po určitých nepříjemnostech, způsobených jeho víc než vřelým vztahem k nedospělé nevlastní sestře Suzy, se vydává do Sýrie ve službách bývalého agenta. Po dokončení mise se nevrací, ale ukryje se v pouštním klášteře odpadlického křesťanského řádu, který tvoří pouze ženy. Právě zde postupně odhaluje tajemství zjevení Panny Marie ve Fátimě, identitu Maskované krásky, která pózovala pro Matissovy obrazy, a hranice vlastního ega. Stává se oživujícím elementem kláštera, po kterém se pohybuje na chůdách, chrání jeptišky před vetřelci a (zpočátku marně) svádí jeptišku Domino, neteř Maskované krásky.